# Neobisium babinzub
Espèce
Neobisium babinzub est une espèce de pseudoscorpions de la famille des Neobisiidae.

## Distribution
Cette espèce est endémique de Serbie. Elle se rencontre sur le Babin zub.

## Description
Le mâle holotype mesure 2,99 mm.

## Étymologie
Son nom d'espèce lui a été donné en référence au lieu de sa découverte, le Babin zub.

## Publication originale
- Ćurčić, Dimitrijević, Tomić & Mitić, 2007 : Neobisium babinzub sp. n. and Neobisium tarae sp. n. (Neobisiidae, Pseudoscorpiones) from the central Balkan Peninsula (Serbia). Biologia (Bratislava), vol. 62, no 1, p. 78-83.